# Siarhei Lahun
Siarhei Lahun –en bielorruso, Сяргей Лагун– (Diornovichi, URSS, 27 de mayo de 1988) es un deportista bielorruso que compitió en halterofilia.
Ganó dos medallas en el Campeonato Mundial de Halterofilia, plata en 2009 y bronce en 2010.

## Palmarés internacional
| Campeonato Mundial | Campeonato Mundial     | Campeonato Mundial | Campeonato Mundial |
| Año                | Lugar                  | Medalla            | Categoría          |
| ------------------ | ---------------------- | ------------------ | ------------------ |
| 2009               | Goyang (Corea del Sur) | Medalla de plata   | 85 kg              |
| 2010               | Antalya (Turquía)      | Medalla de bronce  | 85 kg              |